# سيدي مجاهد
سيدي مجاهد إحدى بلديات ولاية تلمسان تابعة لـ دائرة بني بوسعيد. تعتبر بلدية سيدي مجاهد من أقدم البلديات في ولاية تلمسان. وبعد التقسيم الإداري الأخير بالجزائر تفرعت عنها بلديتي بوحلو وبني بوسعيد.
تقع البلدية غرب الولاية، يحدها شمالا بلدية مغنية، وجنوبا بلديتي بني سنوس وبني بهدل، وشرقا بلدية بوحلو وغربا بلدية بني بوسعيد.
تبلغ مساحتها حوالي: 92 كم2 يسكنها أكثر من 7000 نسمة.

## القرى والمداشر
و من أهم قراها ومداشرها:
- دشرة الكاف ( القرية الأصل )
- سيدي مجاهد: مقر البلدية
- سيدي يحيى ك ثاني أكبر تجمع سكاني.
- زاوية تغاليمت.
- عين تغاليمت.
- بوسدرة...

## تاريخ المنطقة
سميت في العهد الاستعماري بزمالة سيدي مجاهد، وبنى فيها المستعمر ثكنة عسكرية في سنة 1865 كتب على مدخلها (بالفرنسية: smala de sidi medjahed)‏. 
```
ولعل هذه الإشارة تدل على اتخاذ 
الأمير عبد القادر
 هذه المنطقة مقرا لعاصمته المتنقلة «
الزمالة
» التي أنشاها بعد احتلال فرنسا لعاصمة دولته معسكر.
```

اشتهرت المنطقة بنشاطها الكبير خلال الثورة التحريرية حيث كانت بها عدة مراكز للثوار وشهدت عدة عمليات عسكرية للمجاهدين وما تبعها من عمليات انتقامية من طرف المستعمر.

## حاضر البلدية
و تعرف في السنوات الأخيرة انطلاق عدة مشاريع اقتصادية واجتماعية وثقافية مثل إصلاح الطريق الرابط بين سيدي مجاهد ومغنية والذي تسير به الأشغال بوتيرة بطيئة، ونوعية الإنجاز رديئة لا تحترم المواصفات والشروط المطلوبة، وكذا إنجاز مكتبة بلدية، وترميم دار الثقافة، وإصلاح الملعب البلدي وإنشاء ملاعب جوارية بكل من سيد مجاهد المقر، وزاوية تغاليمت.
تشتهر بلدية سيدي مجاهد بطابعها الفلاحي خاصة إنتاج الخضر والفواكه، إضافة إلى الأشجار المثمرة كالزيتون والخوخ والمشمش التي توسعت مساحتها خاصة بعد الدعم الذي لقي الفلاحون.
ورغم هذا الجهد إلا أن البلدية تعرف عدة مشاكل عويصة على رأسها البطالة، إضافة إلى مشاكل أخرى كمشكلة النقل ونقص المرافق الصحية (عدا مستوصف لا يلبي حاجة المواطنين) ومشكلة السكن وانعدام المشاريع في هذا المجال...